# Jacques Gondouin
Jacques Gondouin de Folleville (Saint-Ouen, 7 de junio de 1737 - París, 29 de diciembre de 1818.) fue un arquitecto francés de la época neoclásica, recordado por su edificio para la Escuela de Cirugía de París, en el que diseñó un aula semicircular  con gradas, paredes curvas y una semicúpula de casetones para el anfiteatro anatómico que será un modelo de sala imitado en todo el mundo.

## Biografía

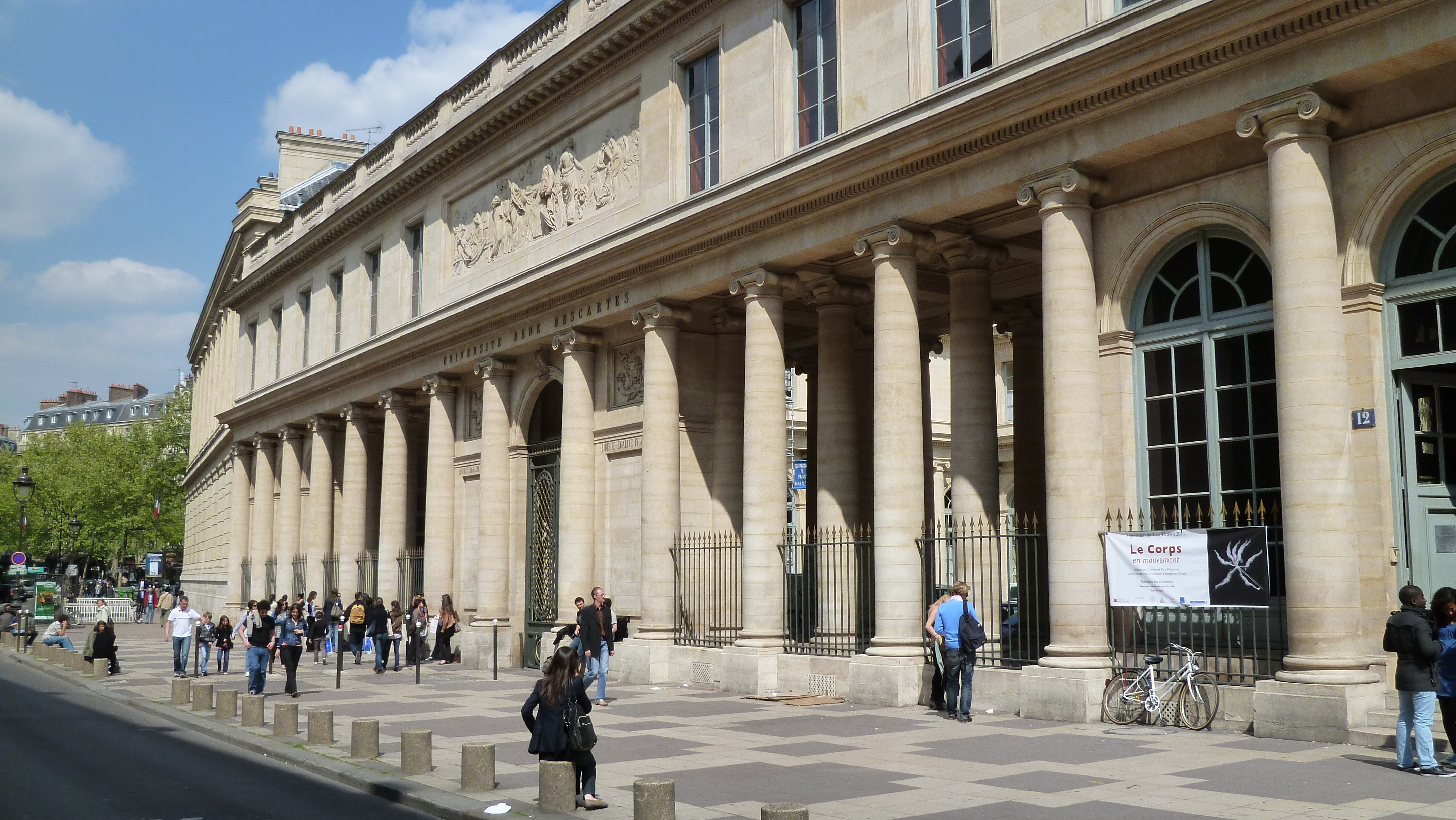
Fachada de la Escuela de Cirugía de París

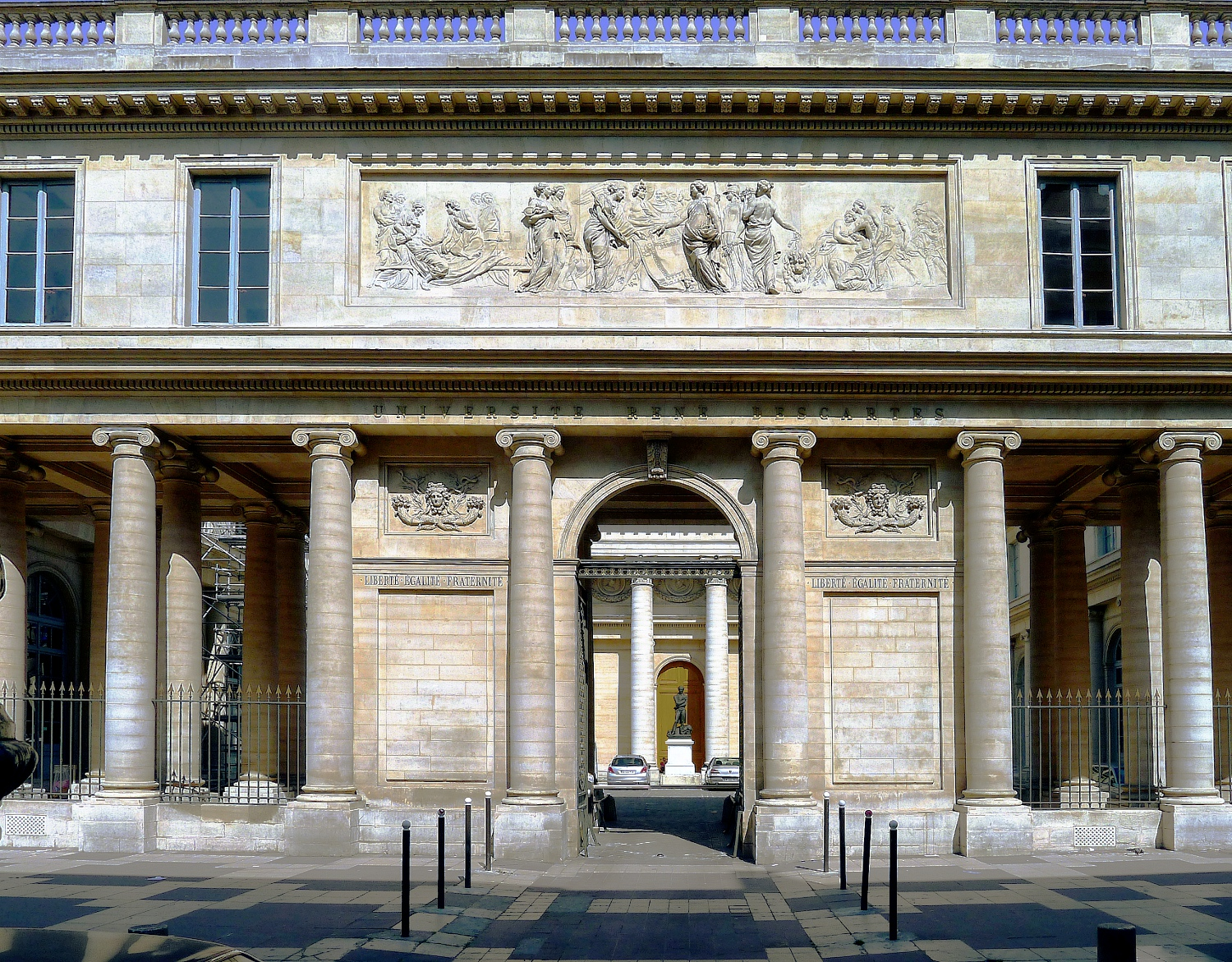
Detalle de la entrada

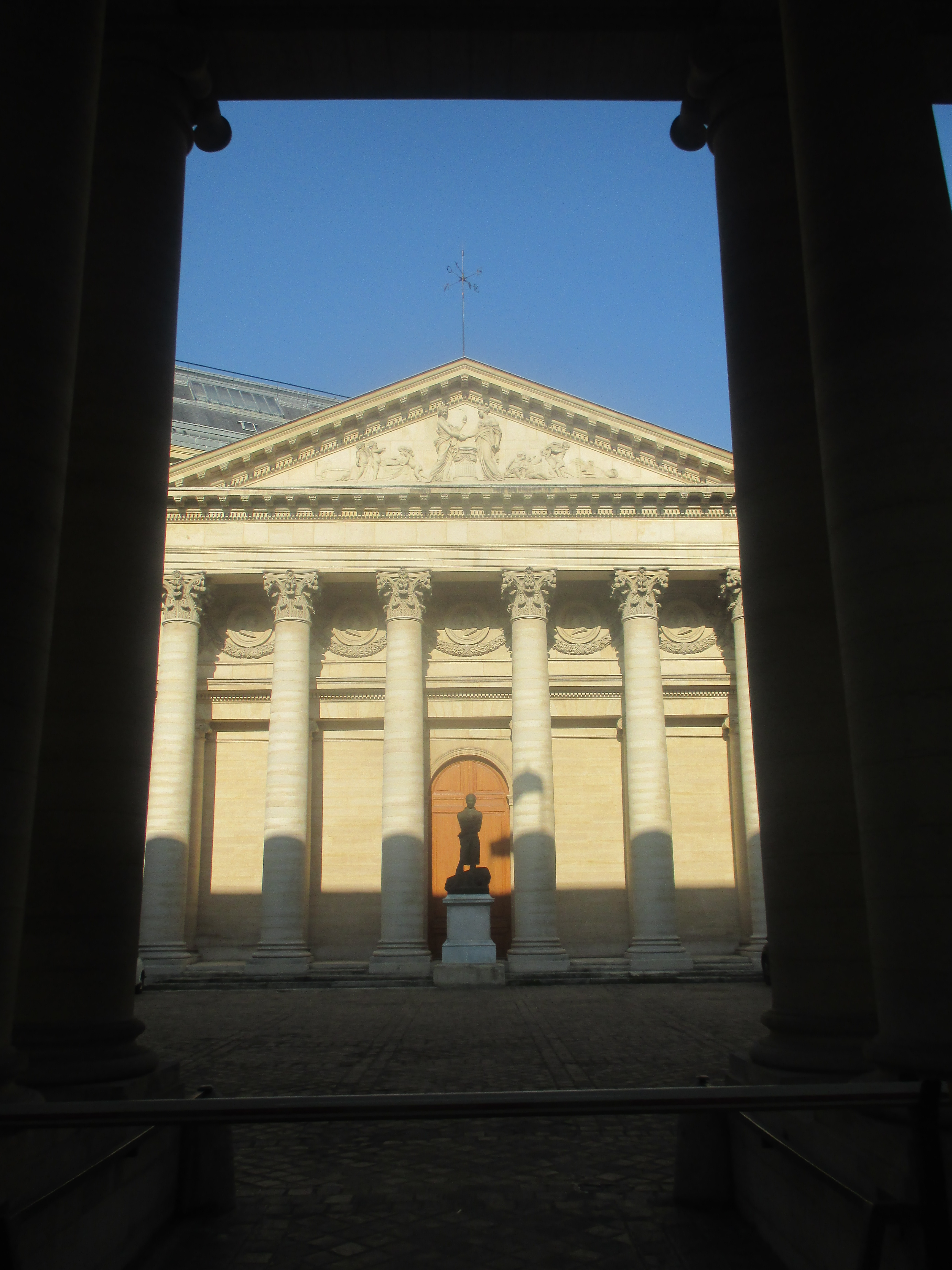
Pórtico en la fachada al patio

Hijo de Jacques Gondouin (v. 1696-1768), jardinero del  château de Choisy al que Luis XV llamaba «el buen Gondouin», Jacques Gondouin recibió del rey, 1756-1757, una pensión con el fin de «ponerse en estado de aprender dibujo y la arquitectura». Recibió enseñanzas de Michel-Barthélemy Hazon en la Academia real de arquitectura y, en la École des beaux-arts, las de Jacques-François Blondel. Ganó el tercer puesto en el concurso del Premio de Roma en 1759, y pasó cinco años Roma (1761-1766) gracias a una beca otorgada por Luis XV, siendo amigo allí de Giovanni Battista Piranesi. Volvió a Francia después de residir en Holanda e Inglaterra y se instaló como arquitecto.
Rápidamente adquirió una buena clientela privada que le permitió enriquecerse de manera significativa. En 1767, Robert Jannel, Intendente General de Postes et Relais de Francia, lo nombró arquitecto de la casa de Correos.
En 1769 recibió el encargo de la nueva Escuela de Cirugía (hoy Facultad de Medicina) construida «templo de Esculapio» a sugerencia del cirujano del rey Germain Pichault de la Martinière  (1771-1786). El edificio tiene la forma de un hôtel particular. En la fachada delantera, porticada con una columnata de orden jónico sobre pedestales corre a lo largo del alzado a nivel de suelo, sosteniendo un entablamento  perfectamente rectilíneo, carente de arquitrabe. En el centro, un arco triunfal con columnas dobladas en profundidad componen un pasaje que da acceso a un patio cuadrado. En cada extremo, la planta baja está atravesada por tres huecos de medio punto, marcados por columnas; la primera planta está provista de ventanas rectangulares, con la excepción de tres vanos centrales que comprenden un panel oblongo adornado con una decoración esculpida.
Desde el patio, a través de un pórtico corintio, se accede al anfiteatro anatómico, realizado mediante la combinación de un medio cilindro con un cuarto de una esfera, una solución en parte inspirada en el Panteón (Roma). Cuenta con 1500 asientos y está cubierto con una cúpula e iluminado por un óculo, ejemplo arquetípico de estilo neo-antiguo. También se encuentran a cada lado del patio otras aulas, un laboratorio, una capilla, una sala de defensa de tesis y una biblioteca en la primera planta. El patio está rodeado por una columnata jónica y queda separado de la actual calle de la Escuela de Medicina solo por columnas, una organización que causó una gran impresión en los contemporáneos por la ausencia de elementos compositivos tradicionales como los pabellones en ángulo o el antecuerpo.
Aunque este edificio parecía alejarse de numerosas reglas canónicas de la arquitectura clásica, fue muy apreciado, tanto por los profesionales como por el público en general, por lo que se percibía como una simplicidad a la antigua y el juego de la sutileza de proporciones y volúmenes  fuertes. Quatremère de Quincy lo describió como «el edificio más clásico del siglo XVIII». El edificio, aunque inspirado en proyectos dados previamente por arquitectos que habían hecho su estancia en Roma, fue el primero que se hizo en ese estilo y se considera una especie de manifiesto de partida del neoclasicismo.
Ya de inicio el arquitecto había propuesto incluir la escuela en una ordenación urbana de conjunto, que planeaba transformar el convento de los cordeleros (franciscanos) situado enfrente en una prisión por deudas, con un muro puntuado con ventanas ciegas, y la adición de un imponente pórtico dórico en la adyacente iglesia Saint-Côme. El plan no fue ejecutado, en gran parte debido a la negativa de los franciscanos a ceder su edificio.
- Grabados de la Escuela de Cirugía de París

"Grabados
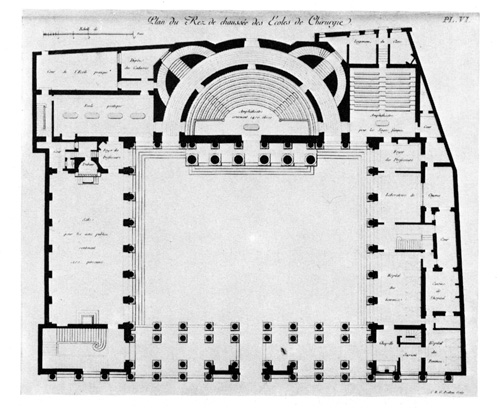
Planta
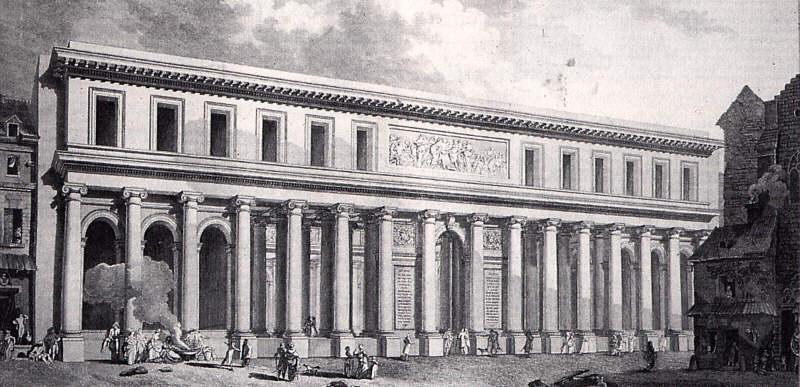
Fachada exterior
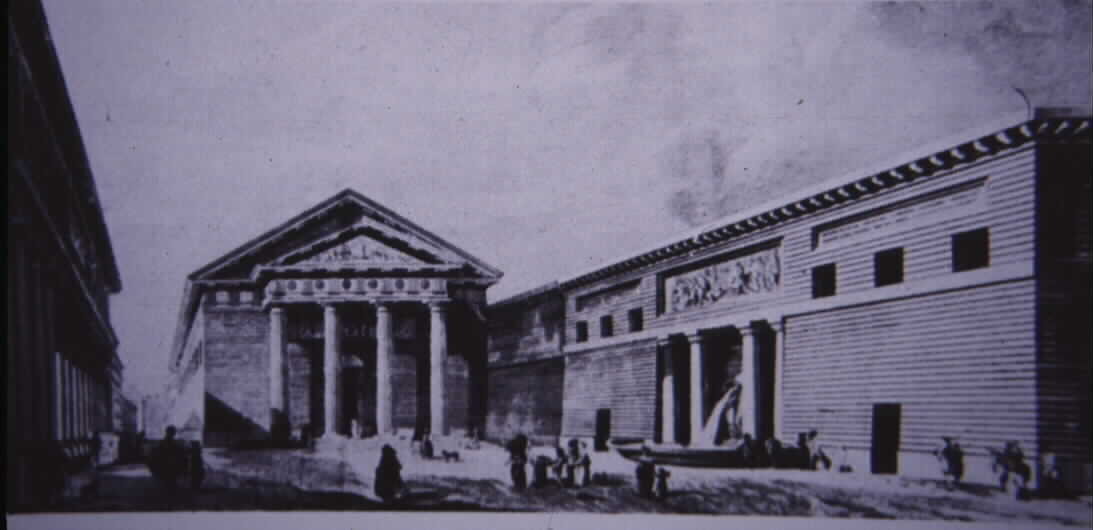
Proyecto de reacondicionamiento del barrio de la Escuela de Cirugía

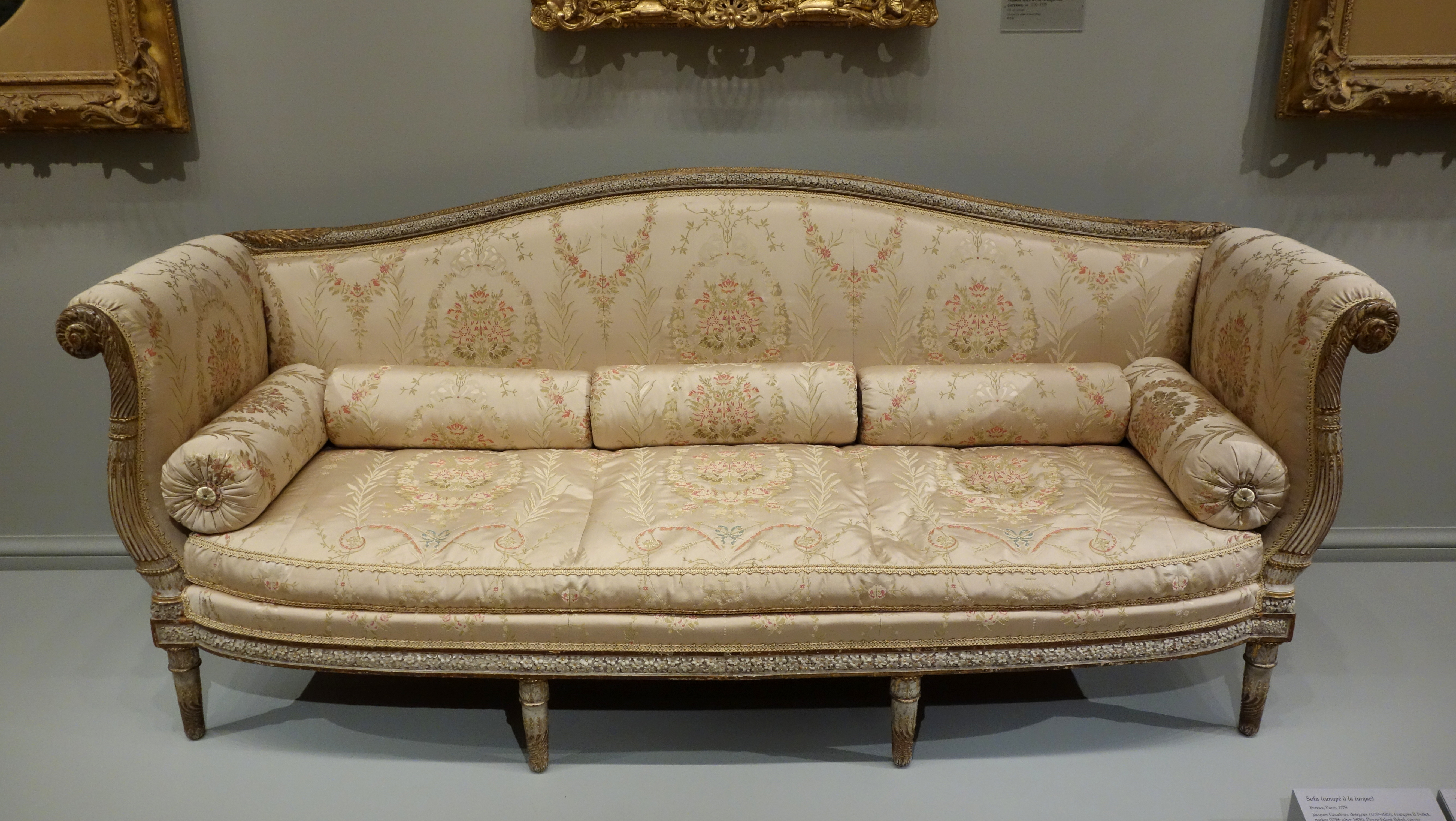
Sofá para las habitaciones privadas de María Antoinetta en Versalles (1779) (Expuesto en el California Palace of the Legion of Honor, San Francisco)

Gondouin fue también arquitecto y diseñador del Guarda-Muebles de la Corona (Garde-Meuble de la Couronne) (1769-1784). En ese puesto, el administrador y contralador General de Guarda-Mueble Pierre Élisabeth de Fontanieu, le encomendó ricas decoraciones para el hôtel de Conti,  que entonces albergaba el Guarda-Muebles. Estas decoraciones fueron reinstaladas más tarde en el nuevo edificio de plaza de Luis XV construido detrás de la fachada diseñada por Ange-Jacques Gabriel.  Como dibujante del Guarda-Muebles, Gondouin diseñó muchos muebles para las residencias reales, en especial los candelabros colocados en la galería de los Espejos del palacio de Versalles en 1769 con motivo del matrimonio del Delfín. Ingresó en la Academia real de arquitectura en 1774.

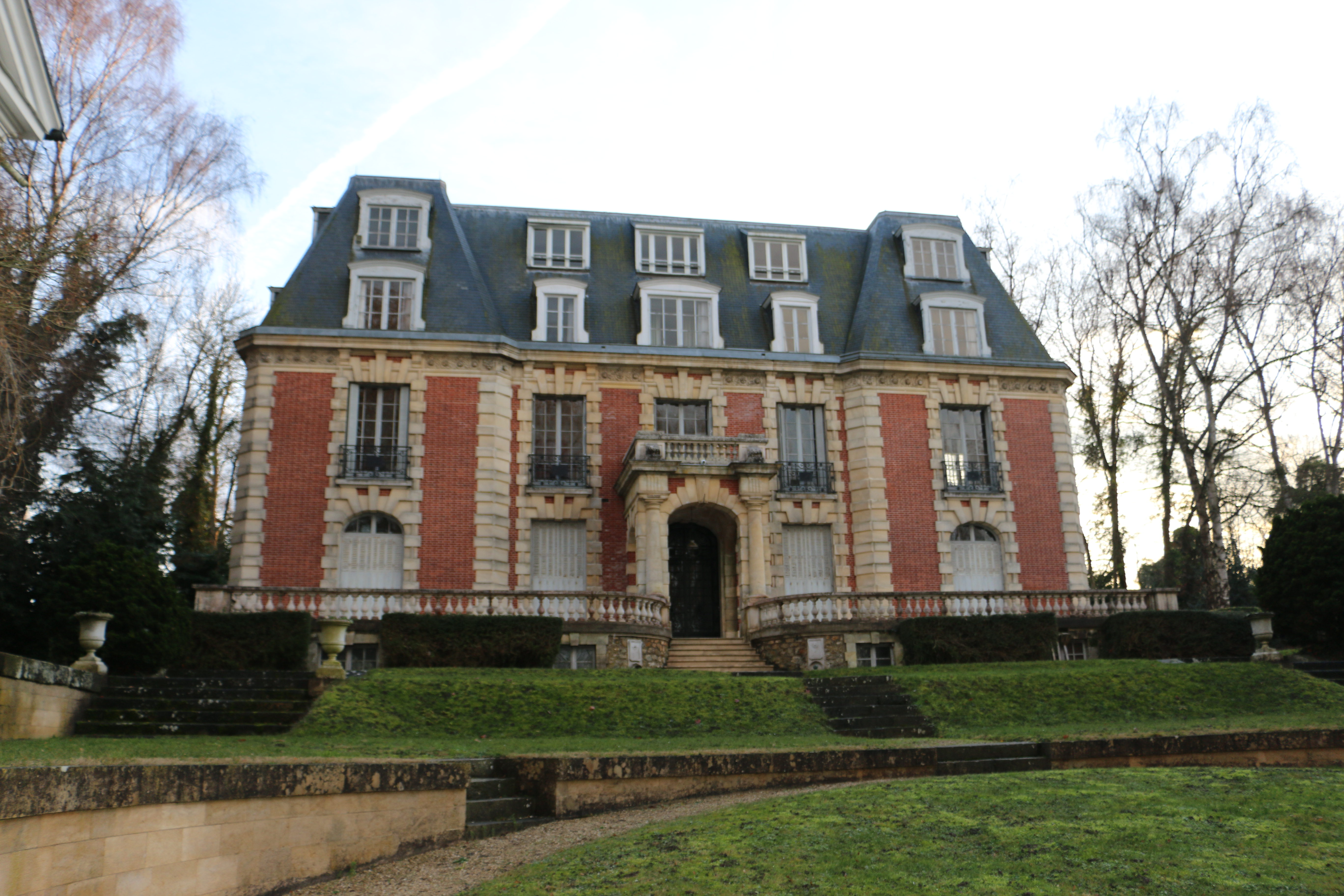
Château des Vives-Eaux, residencia particular construido por Gondouin para sí mismo

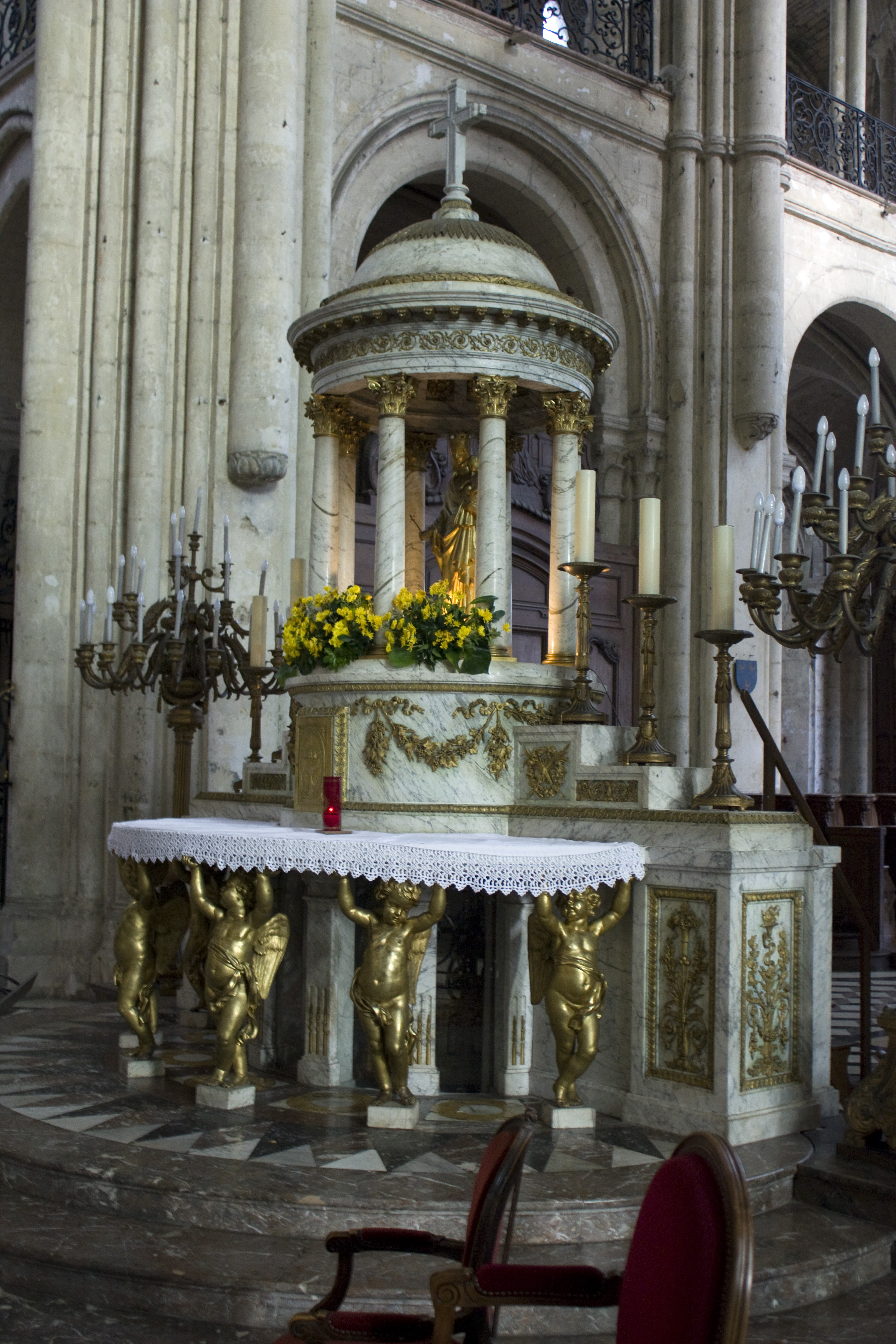
Altar mayor de la catedral de Noyon

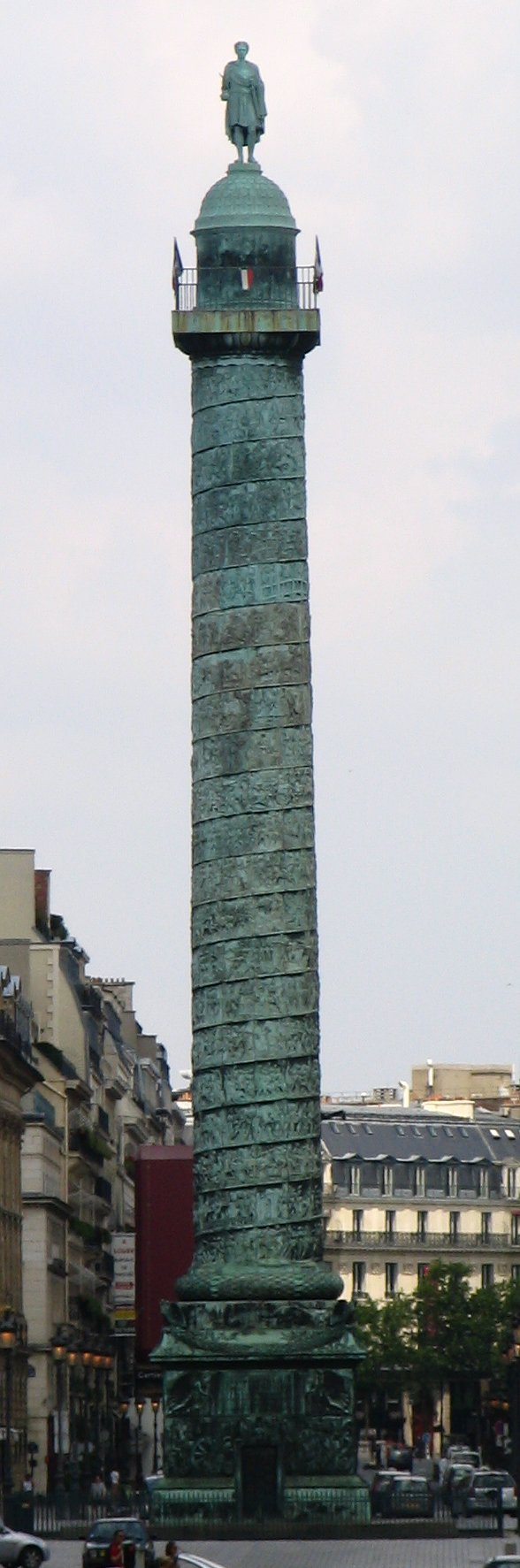
Los arquitectos Jacques Gondouin y Jean-Baptiste Lepère fueron los responsables de erigir la columna de Austerlitz, 1806-1810, en la plaza Vendôme

En diciembre de 1775 se le permitió acompañar a Fontanieu durante un viaje de un año en Italia. A su regreso, diseñó el altar mayor de la catedral de Noyon. A partir de 1780 constituyó una hermosa finca en Dammarie-lès-Lys, cerca de Melun, el Château des Vives-Eaux, donde se retiró durante la Revolución Francesa, haciéndose pasar por un simple jardinero para escapar a los disturbios.
En 1795, fue designado para el Instituto de Francia en el momento de su creación, uno de los seis arquitectos de la clase de Bellas Artes, y fue miembro del Consejo de edificios civiles (Conseil des bâtiments civils). Fue por esta razón por la que tuvo conocimiento de los proyectos de erección de una columna departamental en la plaza Vendôme y de una columna nacional en la plaza de la Concordia. Sólo el primero vio la luz en 1806.
En 1804, durante la creación de la Casa del Emperador (Maison de l'Empereur), Gondouin fue parte del Comité consultivo de los edificios de la Corona (Comité consultatif des bâtiments de la Couronne). En este cargo  presentó en 1807 un proyecto (no realizado) para la instalación de Napoléon I en Versalles.
En 1806 acondicionó la plaza frente a la Escuela de la cirugía con una fuente monumental (destruida) compuesta por un cuenco y cuatro columnas dóricas que soportan una terraza.

## Principales construcciones
- Escuela de Cirugía, hoy Facultad de Medicina, en la calle de l'École-de-Médecine, París (1771–1786).
- Decoraciones interiores del hôtel du Garde-Meuble (también llamado de la Marina), plaza de la Concordia de París, 1775.
- Altar mayor de la catedral de Noyon (1777-1779), clasificado como monumento en 1840, en el que contó con los escultores Courbin y Olivier (bronce) y  Dropsy (mármol)[3]
- Columna Vendôme a la gloria de la Grande Armée, plaza Vendôme en París, 1806-1810.

## Obras
- Description des Écoles de Chirurgie, Paris, Pierres, Cellot et Jombert, 1780, gr. in-folio de 18 pp.ch., 1 f.n.ch., 1 front. par Gibelin et 30 pl. la plupart dépl. par C.R.G. Poulleau. Tiré à 100 ex. sur papier fort à l'occasion de l'inauguration de l'École de Chirurgie.